# Mario Zucchini
Mario Zucchini (* 5. Juli 1910 in Palata; † 3. Februar 1997 in Plymouth, Massachusetts, USA) war ein italienischer Eishockeyspieler.

## Karriere
Mario Zucchini nahm für die italienische Eishockeynationalmannschaft an den Olympischen Winterspielen 1936 in Garmisch-Partenkirchen teil. Auf Vereinsebene spielte er für den HC Diavoli Rossoneri Milano, mit dem er in den Jahren 1935 und 1936 jeweils den italienischen Meistertitel gewann.
Sein Bruder Luigi Zucchini war ebenfalls Eishockeyspieler.

## Erfolge und Auszeichnungen
- 1935 Italienischer Meister mit dem HC Diavoli Rossoneri Milano
- 1936 Italienischer Meister mit dem HC Diavoli Rossoneri Milano